# Gloxinie

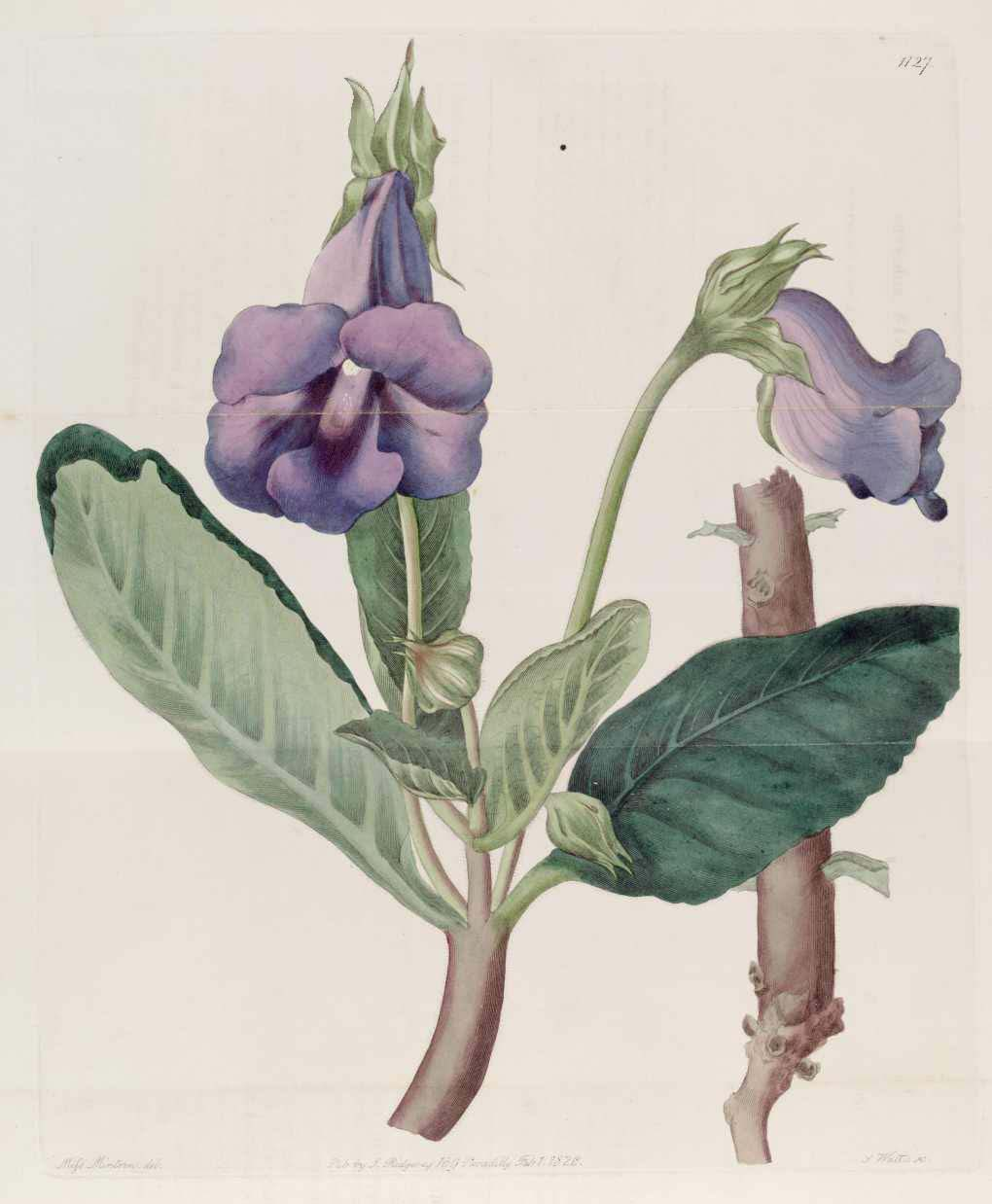
Ilustrace gloxinie nádherné z roku 1827

Gloxinie (Sinningia), též někdy uváděná jako gloxínie, je rod rostlin z čeledi podpětovité. Zahrnuje asi 75 druhů a je rozšířen výhradně ve Střední a Jižní Americe. Gloxinie jsou vytrvalé byliny a keře vyrůstající z podzemní hlízy nebo oddenku. Mají zvonkovité nebo válcovité, nejčastěji červené nebo oranžové květy. Gloxinie nádherná je pěstována již od 19. století v mnoha kultivarech jako pokojová rostlina.

## Popis
Gloxinie jsou vytrvalé, většinou pozemní, chlupaté byliny nebo keře. Vyrůstají z podzemního oddenku nebo z dřevnaté hlízy. Stonky jsou přímé nebo poléhavé, často nevětvené. Listy jsou vstřícné nebo v přeslenech, někdy nahloučené na krátkých stoncích vyrůstajících z hlízy. Listy jsou přisedlé nebo řapíkaté, podlouhlé, kopinaté nebo okrouhlé.
Květenství jsou úžlabní vrcholíky či okolíky nebo zdánlivě vrcholové hrozny. Kalich je zvonkovitý, s 5 trojúhelníkovitými laloky. Koruna je obvykle červená nebo oranžová, řidčeji bílá, zelenavá aj., se zvonkovitou nebo válcovitou, na bázi vypouklou korunní trubkou. Koruna je na konci dvoupyská nebo řidčeji zakončená 5 více méně stejnými laloky. Tyčinky jsou 4 a jsou přirostlé na bázi korunní trubky. Semeník je svrchní až polospodní, s tenkou čnělkou. Tobolky jsou vejcovité, pukající 2 nebo 4 chlopněmi. Obsahují mnoho drobných lesklých semen.

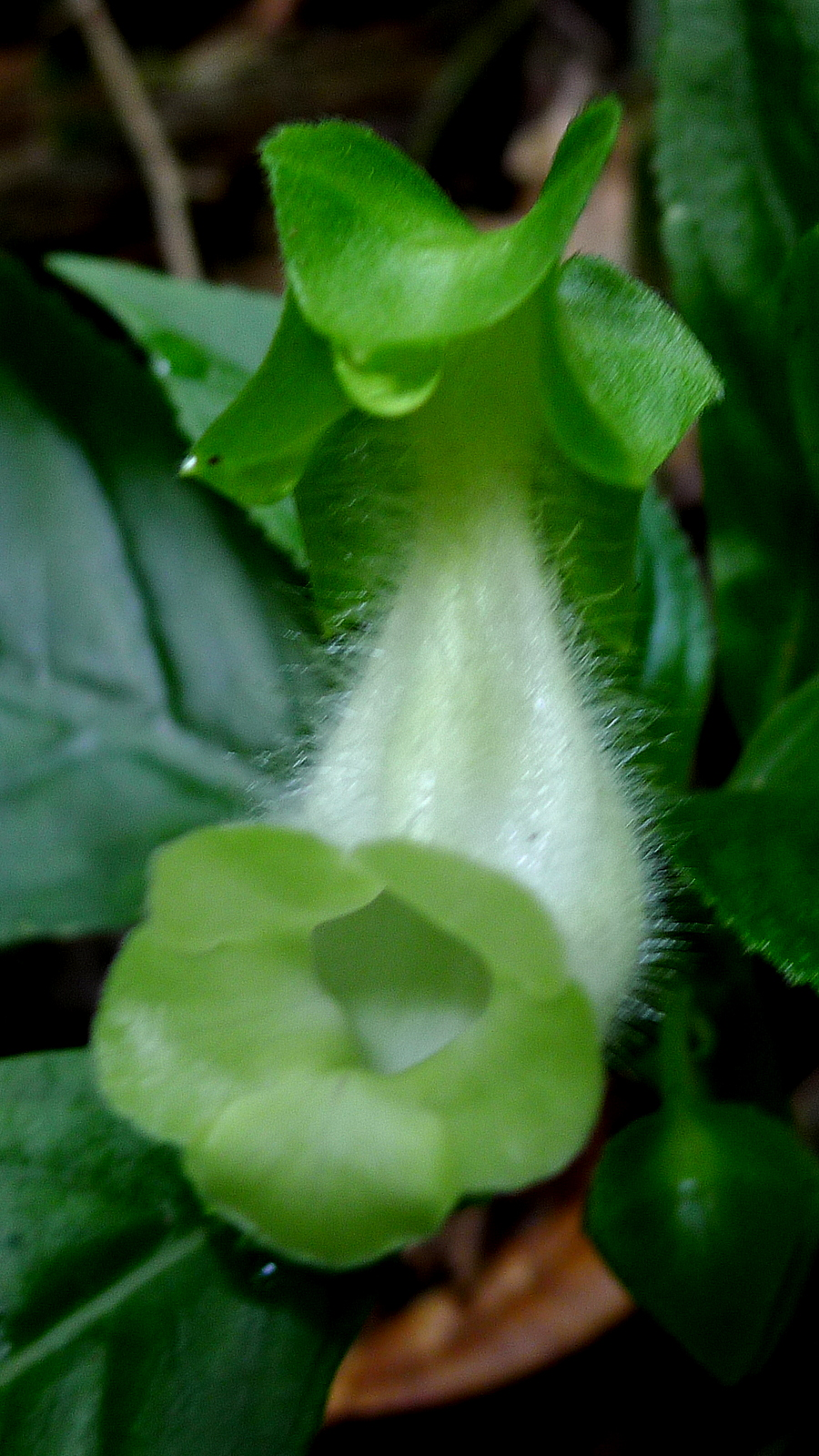
Květ Sinningia barbata
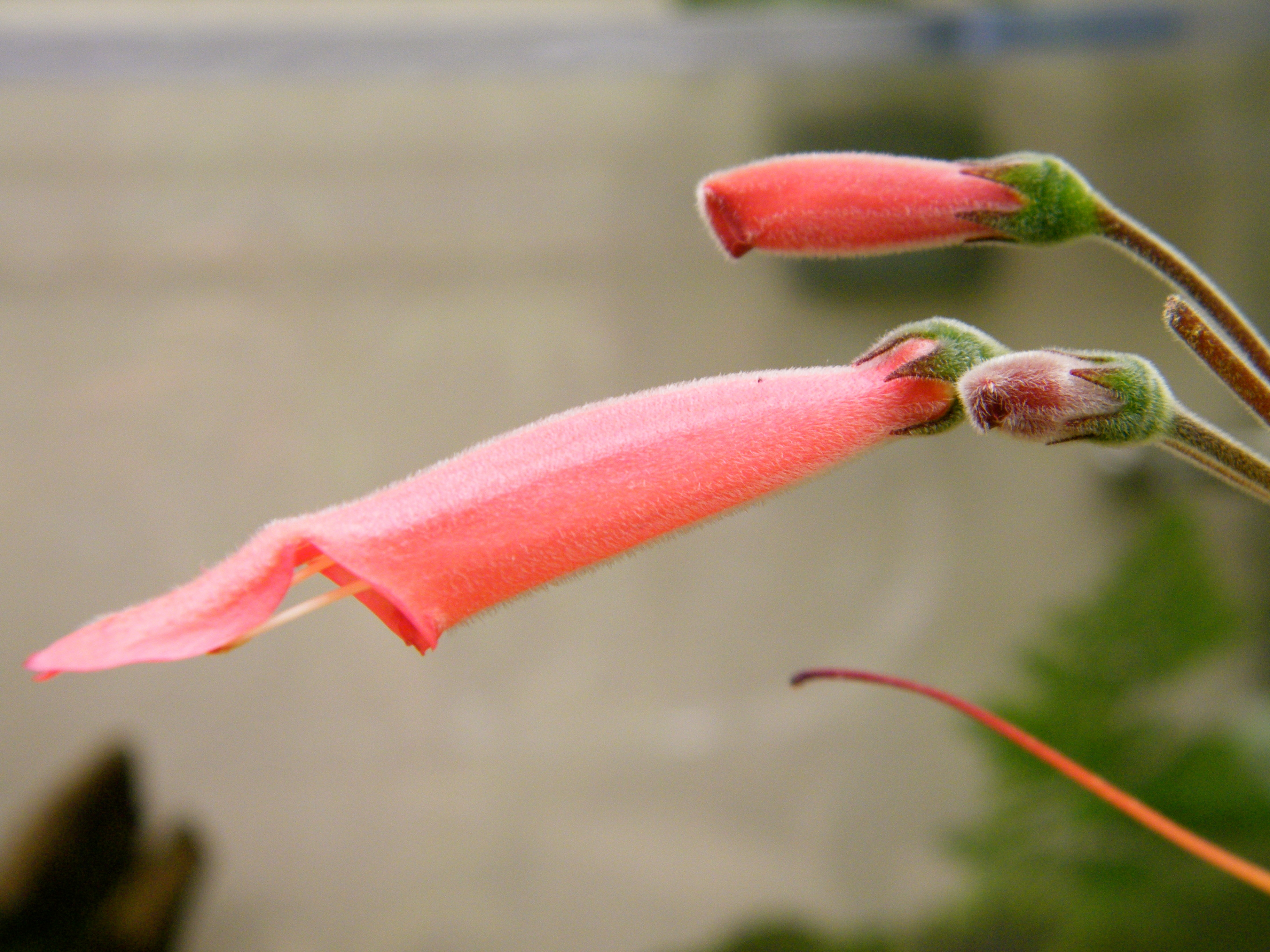
Květ Sinningia iarae
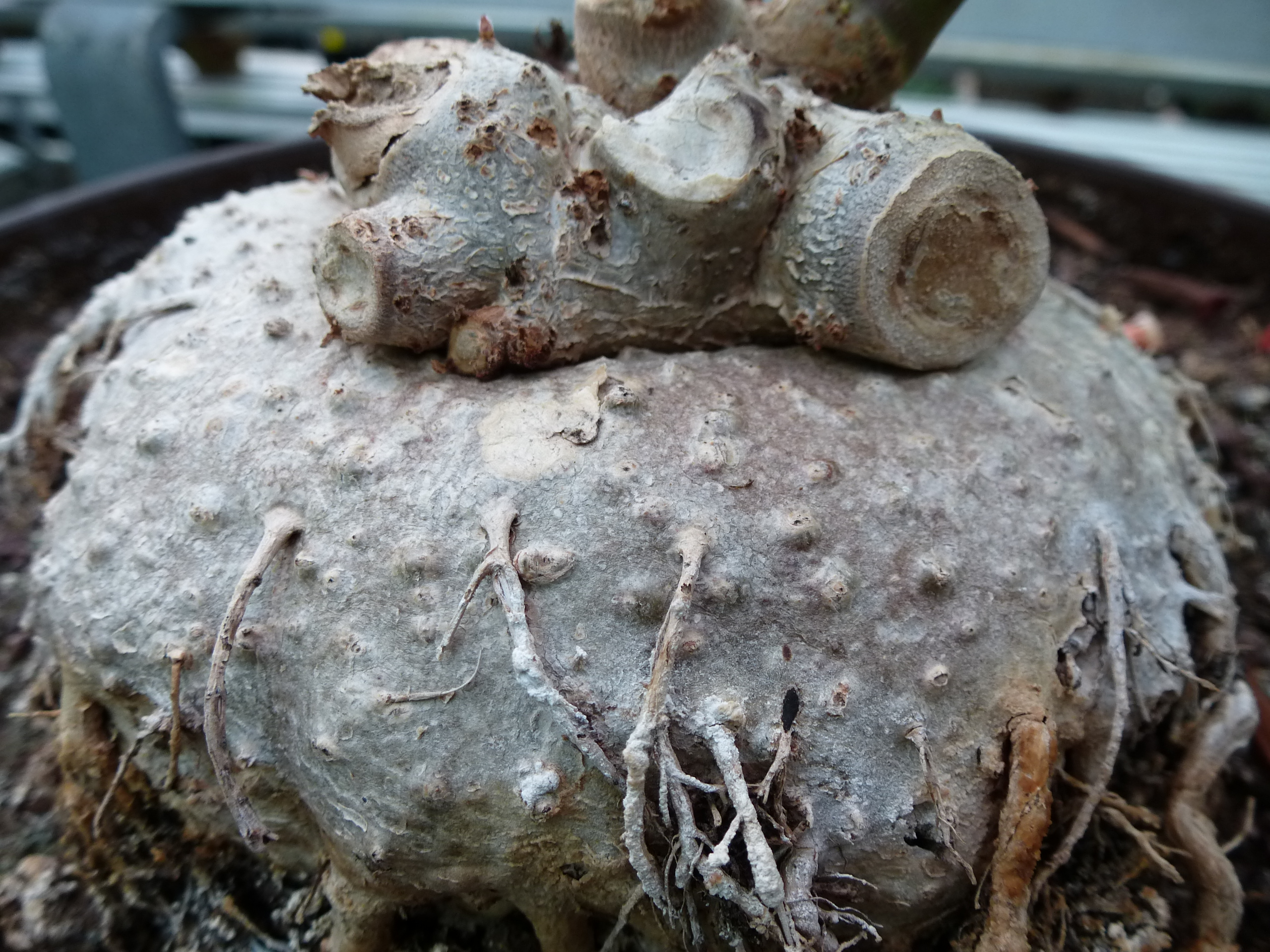
Hlíza Sinningia macrostachya

## Rozšíření
Rod gloxinie zahrnuje asi 75 druhů. Je rozšířen v Americe od Mexika po Bolívii, severní Argentinu a Uruguay. Centrum rozšíření je v jihovýchodní Brazílii.

## Jméno
Rod Sinningia má v češtině i v jiných jazycích poněkud matoucí jméno gloxinie a může tak být zaměňován s rodem Gloxinia (gloxiniovka). Tato skutečnost má historické kořeny. Nejznámější pěstovaný druh, Sinningia speciosa, byl v roce 1817 zveřejněn jako Gloxinia speciosa. Do rodu Sinningia byl oficiálně přeřazen až v roce 1877, mezitím se však tato oblíbená rostlina zapsala do širokého povědomí jako Gloxinia a jméno Gloxinia speciosa se objevovalo až do 20. století místy i v odborné literatuře. Zažitý český název gloxinie byl pro rod Sinningia ponechán a pro rod Gloxinia je doporučováno jméno gloxiniovka.

## Ekologie
Gloxínie rostou zejména na skalnatých výchozech v atlantickém deštném lese, některé druhy rostou v normální půdě nebo jako epifyty.
Většina gloxínií má vytrvalou dřevnatou hlízu, z níž vyrůstají jednoleté nadzemní stonky. Hlíza pomáhá rostlinám přečkat suché období. Některé druhy (celkem 9) jsou vytrvalé a nezatahující.
Květy jsou tvarem, barvou i složením nektaru přizpůsobené různým opylovačům, mezi nimiž převažují kolibříci, můry, netopýři nebo včely. Druhy s dlouze trubkovitými květy jsou vesměs opylovány kolibříky. Nektar v těchto květech je sladký a obsahuje asi 24 % cukru. Dlouhá korunní trubka zabraňuje přístupu hmyzu loupícího nektar. Květy opylované včelami jsou zvonkovité nebo nálevkovité, většinou modré, purpurové, bílé nebo žluté. Nektar je velmi sladký (asi 29 % cukru). Květy opylované netopýry bývají zelenavé nebo krémové a široce rozevřené. Nektar obsahuje málo cukru (asi 7 %) a vůní připomíná pálící se plast. Květy opylované můrami jsou bílé a mají dlouhou a úzkou korunní trubku. Některé druhy mají velmi úzkou korunní trubku a fialové květy a jsou opylovány pravděpodobně motýly.

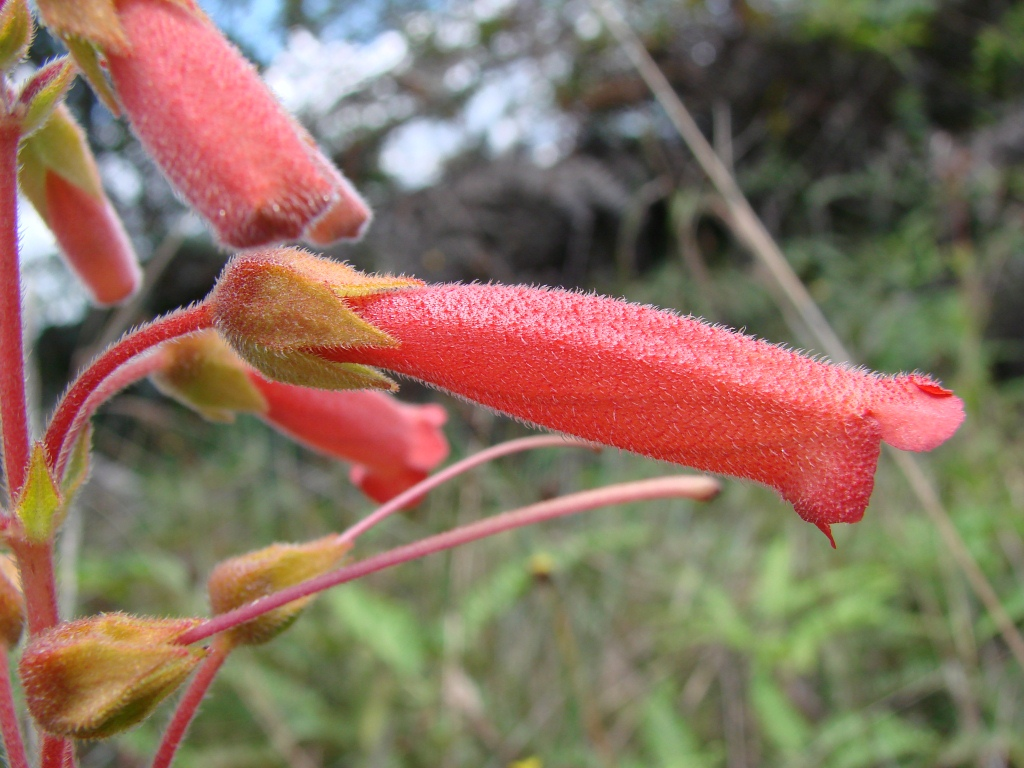
Sinningia sceptrum, druh opylovaný kolibříky
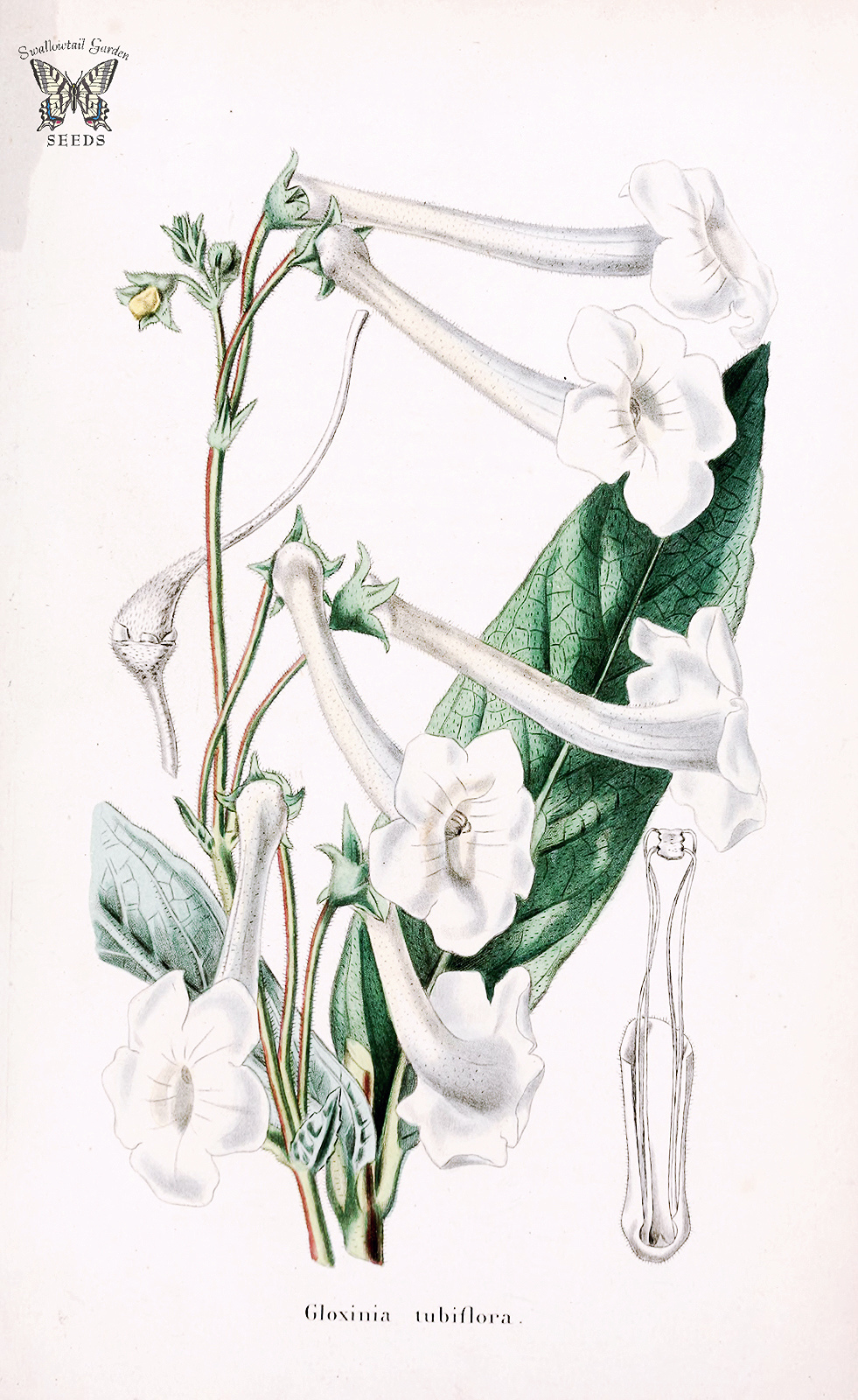
Sinningia tubiflora, druh opylovaný můrami
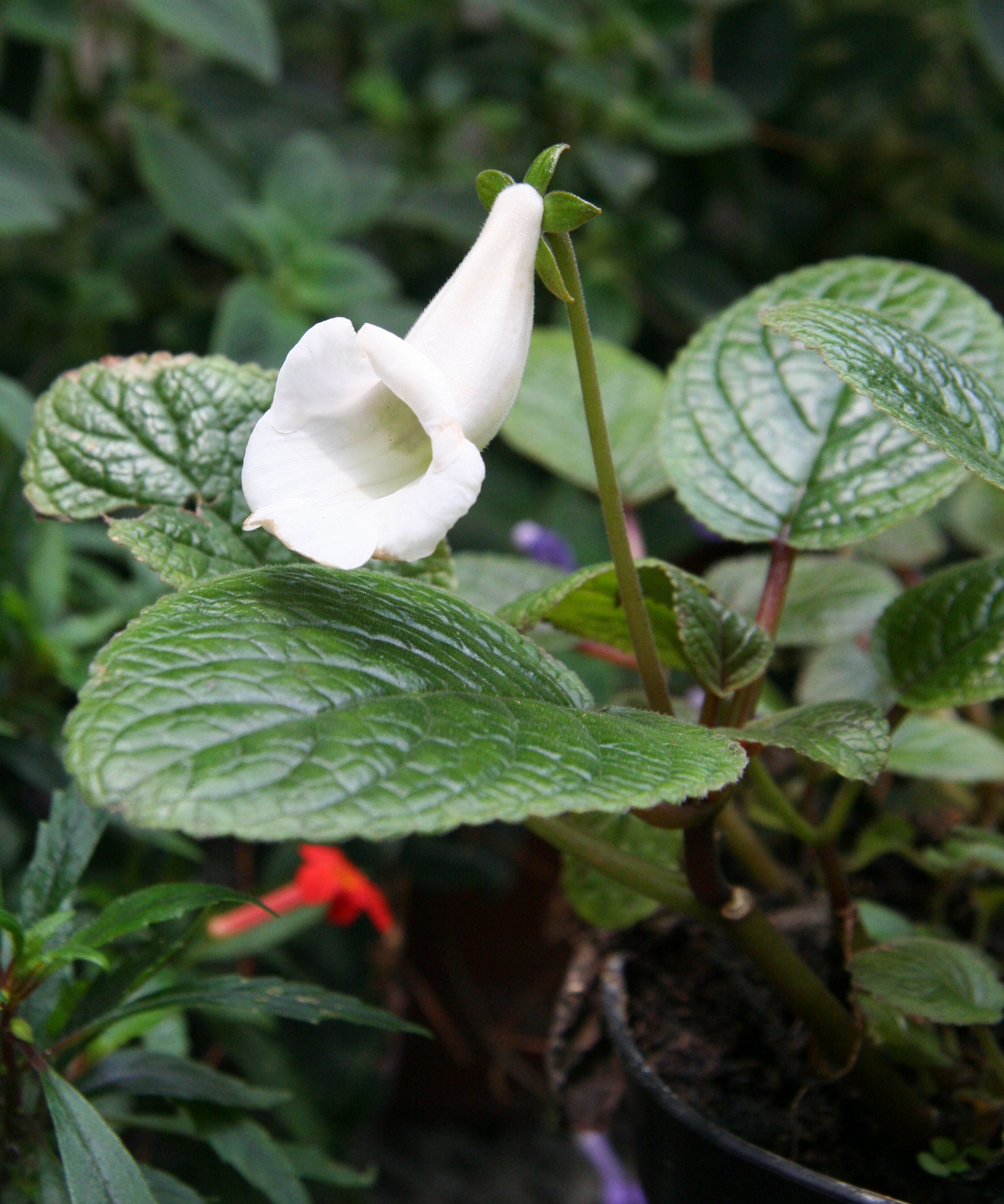
Sinningia eumorpha, druh opylovaný včelami
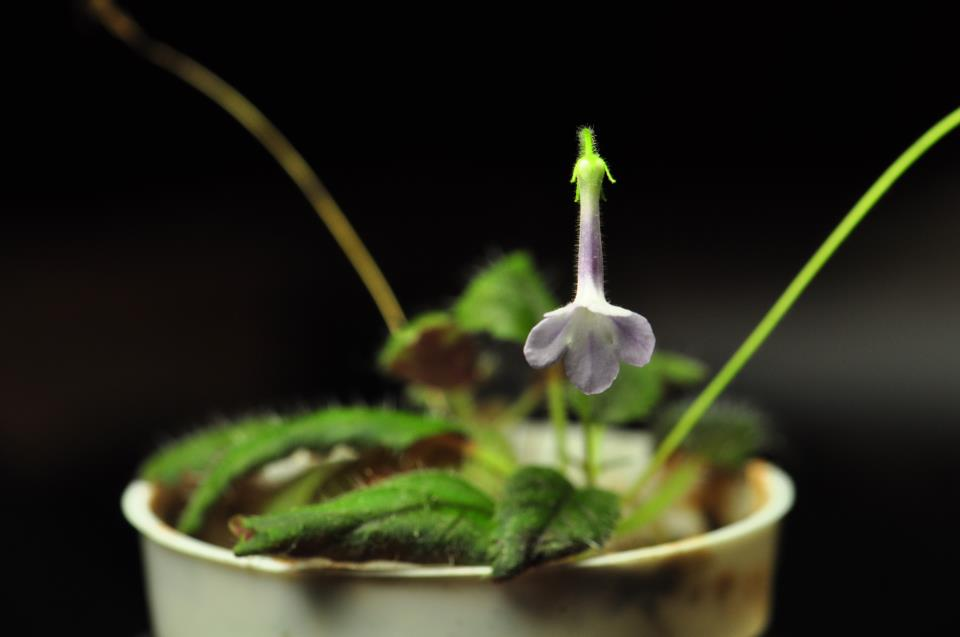
Sinningia muscicola, druh opylovaný pravděpodobně motýly

## Taxonomie
Rod Sinningia byl v minulosti řazen do tribu Gloxinieae. V roce 1997 byl na základě molekulárních dat přeřazen spolu s dalšími 2 rody (Vanhouttea, Paliavana) do tribu Sinningieae. Do rodu Sinningia byly vřazeny rody Rechsteineria a Lietzia.

## Význam
Gloxinie nádherná (Sinningia speciosa) se jako okrasná rostlina pěstuje již více než 200 let. Pochází z Brazílie a do Anglie byla dovezena v roce 1815. V 19. století a na začátku 20. století byly již známy stovky kultivarů. Některé z těchto starých kultivarů přečkaly až do dnešní doby.
Další druhy gloxinií jsou k vidění ve sklenících českých botanických zahrad.

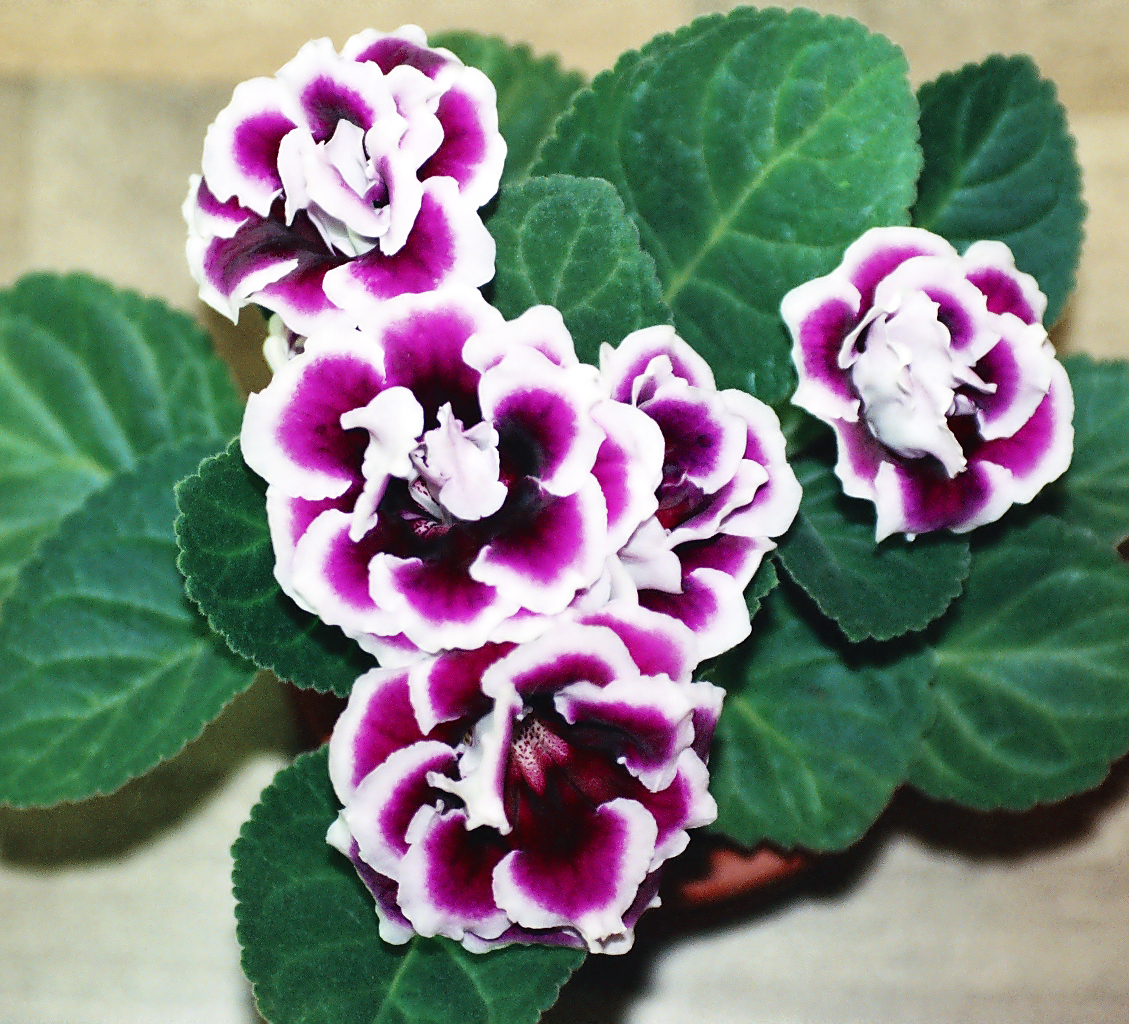
Kultivar gloxinie nádherné
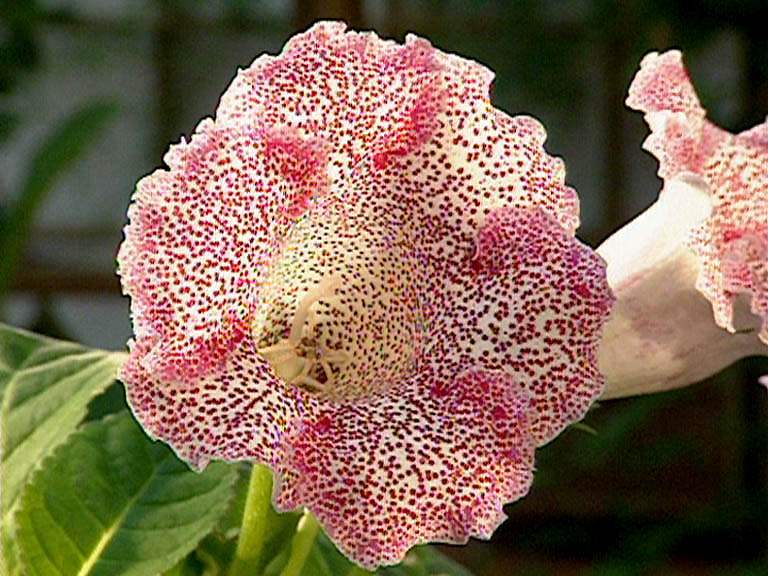
Kultivar gloxinie nádherné
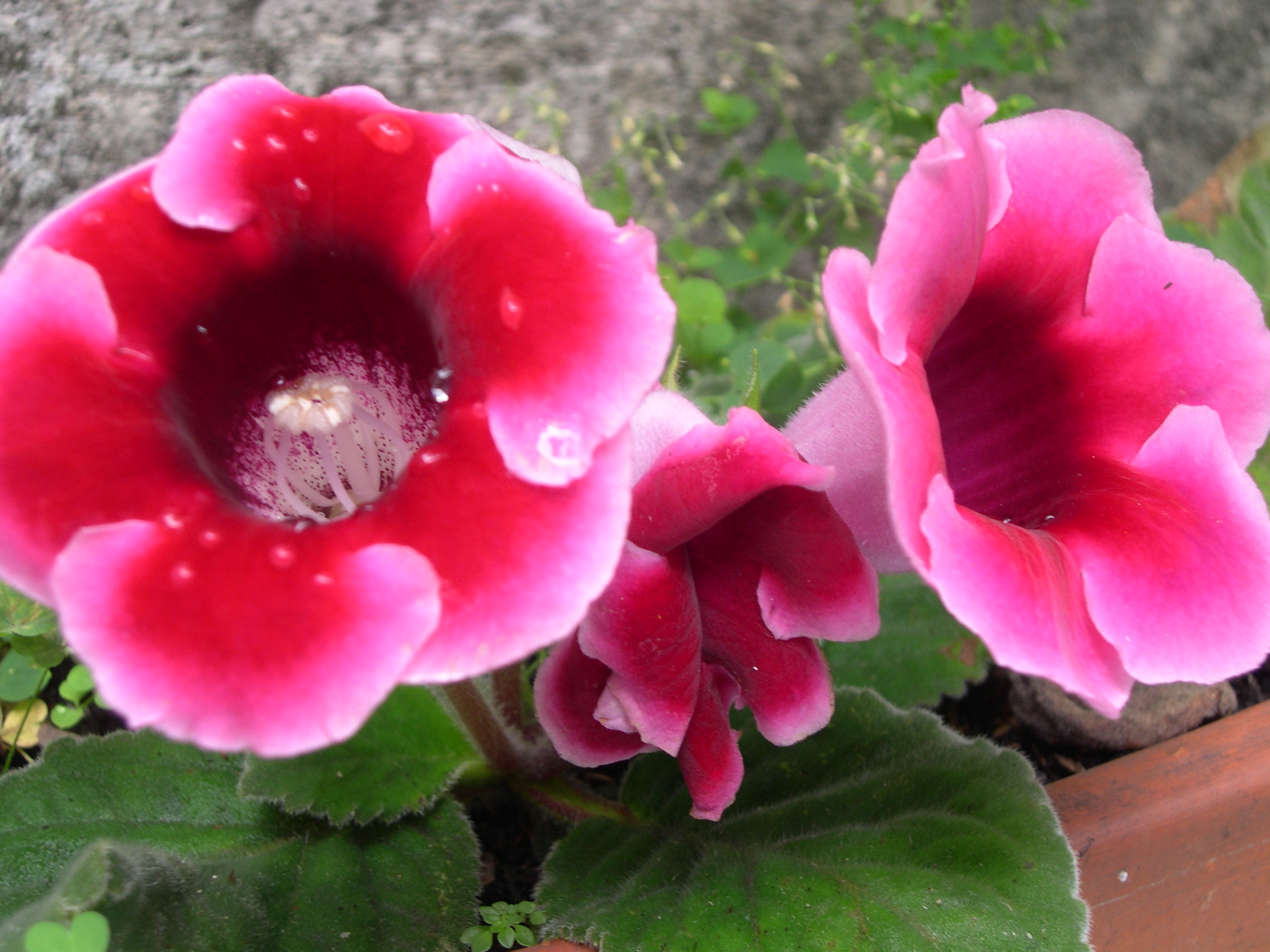
Kultivar gloxinie nádherné